# Tomislav Barbarić
Tomislav Barbarić (Zagabria, 29 marzo 1989) è un ex calciatore croato, di ruolo difensore.

## Caratteristiche tecniche
È un difensore centrale.

## Carriera

### Club
Ha esordito nel 2011 in prima squadra.

### Nazionale
Nel 2011 è stato convocato in Nazionale Under-21.

## Palmarès

### Club

#### Competizioni nazionali
- Coppa di Croazia: 3

Dinamo Zagabria: 2008-2009, 2010-2011, 2011-2012
- Campionato croato: 4

Dinamo Zagabria: 2008-2009, 2009-2010, 2010-2011, 2011-2012
- Supercoppa di Croazia: 1

Dinamo Zagabria: 2010